# Ostbelgien

Die drei belgischen Ostkantone: Eupen (gelber Bereich oben), St. Vith (gelber Bereich unten) und Malmedy (grüner Bereich)

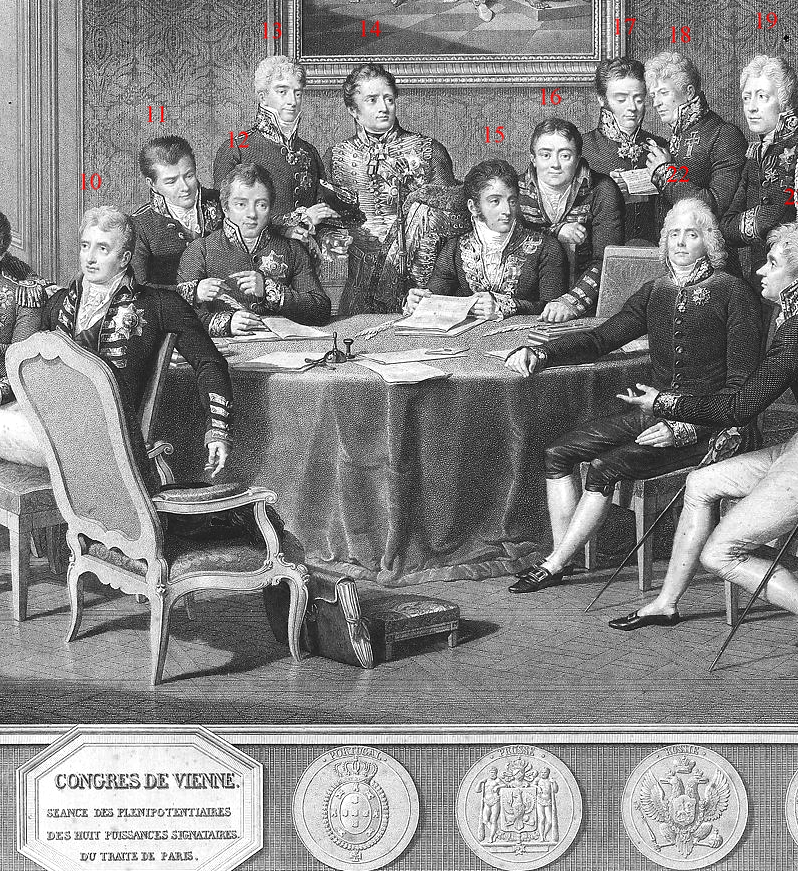
Wilhelm von Humboldt (Nr. 19) und Karl August von Hardenberg (Nr. 21) – beide am rechten Bildrand – greifen beim Wiener Kongress für Preußen nach dem Westen – das heutige Ostbelgien eingeschlossen

Als Ostbelgien oder Ostkantone (in den 1920er Jahren waren der Begriff Neubelgien und später noch Eupen-Malmedy geläufig) werden die zu Belgien gehörenden drei Kantone mit den Städten Eupen, Malmedy und Sankt Vith bezeichnet. In einem engeren Sinn bezieht sich der Name nur auf die deutschsprachigen Wahlkantone Eupen und Sankt Vith, die die Deutschsprachige Gemeinschaft bilden.

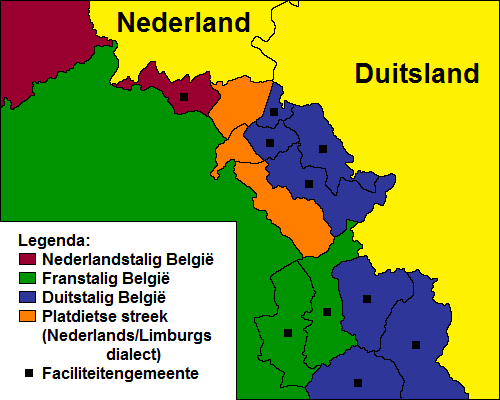
Lage der Plattdeutschen Gemeinden (Platdietse streek, orange) im Osten Belgiens

Infolge des Ersten Weltkriegs wurde im Jahr 1919 das mehrheitlich deutschsprachige Gebiet Eupen-Malmedy durch den Vertrag von Versailles unter belgische Verwaltung gestellt. Nach einer umstrittenen Volksbefragung im Jahr 1920 wurde Ostbelgien 1925 belgisches Staatsgebiet. Die Gemeinde Bleyberg wurde 1919 in Plombières umbenannt und gehört wie Baelen sowie Welkenraedt zu den drei Plattdeutschen Gemeinden mit „ruhenden“ Fazilitäten, die nicht zur deutschsprachigen Gemeinschaft, sondern zur Französischen Gemeinschaft Belgiens gehören.

## Als Ostbelgien bezeichnetes Gebiet
Im heutigen Sprachgebrauch werden mit Ostbelgien – im engeren Sinn – oft nur die neun belgischen Gemeinden bezeichnet, in denen die Bevölkerung mehrheitlich deutschsprachig ist und die zur Deutschsprachigen Gemeinschaft Belgiens (DG) gehören. Hintergrund ist ein Beschluss der Regierung der Deutschsprachigen Gemeinschaft von 2016, das Gebiet der DG nun, wenn auch inoffiziell, als Ostbelgien zu bezeichnen.
In einem weiteren Sinn werden über diese neun Gemeinden hinaus auch Malmedy und Weismes (französisch Waimes), deren Bevölkerungsmehrheit französischsprachig ist und die daher Teil der Französischen Gemeinschaft Belgiens sind, zu Ostbelgien gezählt. Sie haben mit den neun Gemeinden der DG gemein, dass sie von 1815 (Wiener Kongress) bis 1919 (Versailler Vertrag) zu Preußen und damit von 1871 an zum Deutschen Kaiserreich gehörten. Preußen fasste die Gemeinden in zwei Landkreisen zusammen, dem Kreis Eupen und dem Kreis Malmedy; hieraus erklärt sich die alte deutsche Bezeichnung der Region als Eupen-Malmedy.
Von den Begriffen Ostbelgien (Ostkantone, französisch cantons de l’est) und insbesondere von dem Begriff Deutschsprachige Gemeinschaft ist die – allgemeinere – Bezeichnung deutschsprachige Belgier abzuheben, deren Siedlungsgebiet über die Gemeinden der Ostkantone hinausgeht und das Montzener Land einschließt, das jedoch bereits seit der Staatsgründung Belgiens im Jahr 1830 zu diesem gehört. Ostbelgien zählt (wie auch das Montzener Land) zu den Fazilitäten-Gemeinden, in denen die sprachlichen Minderheiten sprachliche Sonderrechte beanspruchen können.
Der vorliegende Artikel behandelt Ostbelgien im Sinne der neun DG-Gemeinden und der beiden frankophon geprägten Gemeinden Malmedy und Weismes. Das Gebiet umfasst den 20 bis 50 km breiten Grenzstreifen zu Deutschland mit einer Fläche von 1036 km², der am 1. Juli 1925 – nach einer fünfjährigen Übergangszeit als Gouvernement Eupen-Malmedy – in den belgischen Staatsverband eingegliedert wurde. Es handelt sich um folgende Kantone:
- Kanton Eupen (Stadt Eupen, Gemeinden Kelmis, Lontzen, Raeren)
- Kanton Sankt Vith (Stadt Sankt Vith, Gemeinden Amel, Büllingen, Burg-Reuland, Bütgenbach)
- Kanton Malmedy (Stadt Malmedy, Gemeinde Weismes)

## Geschichte Ostbelgiens

### Kelten, Römer und Franken

#### Keltische Besiedelung
Die Besiedlung des ostbelgischen Gebietes ist seit fast 10.000 Jahren nachzuweisen, u. a. durch Feuerstein-Artefakte aus der Mittelsteinzeit und Waffenfunde der Jungsteinzeit. Auf eine keltische Besiedlung ab etwa 200 v. Chr. deuten Orts- und Flussnamen wie Amel (als Siedlung Amblava bereits 57 v. u. Z. unter römischen Einfluss), Braunlauf, Warche, Our (dazu der Ortsname Ouren) und Rur.

#### Das heutige Belgien und angrenzende Gebiete als römische Provinzen

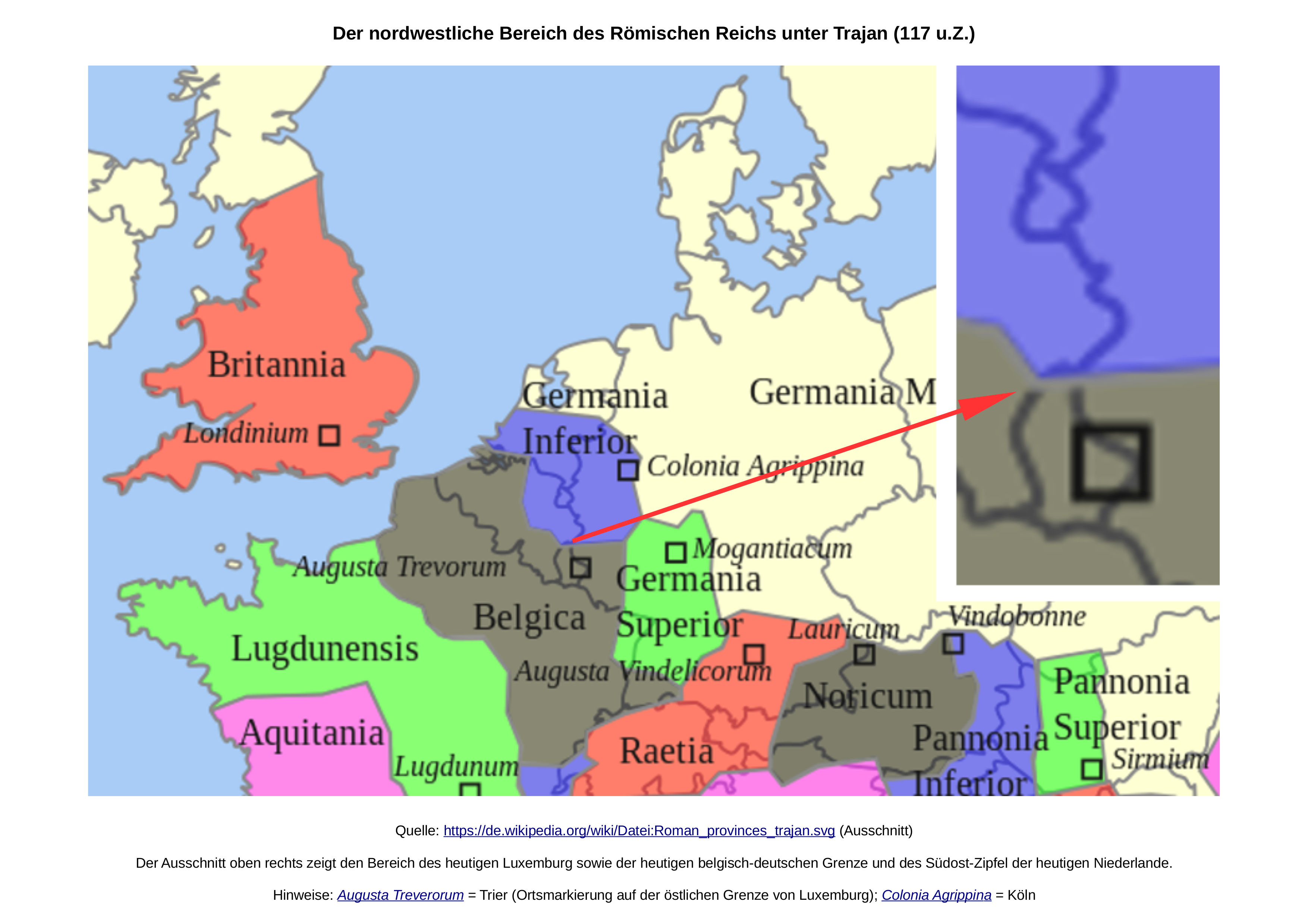
Römische Provinzen unter Trajan (117 n. Chr.) – das Gebiet zwischen dem heutigen luxemburgisch-belgisch-deutschen sowie dem heutigen niederländisch-belgisch-deutschen Dreiländereck gehörte zur römischen Provinz Germania inferior; das Gebiet südlich davon zur Provinz Belgica.

Von seiner Grenzlage war die Geschichte des Gebietes schon vor der Zeitenwende geprägt. In der Römerzeit verlief die Grenze zwischen den Römerstädten Köln und Tongern durch diese Region bzw. vielmehr etwas nördlich und östlich der Region. Seit der Spätantike festigte sich hier die Grenze zwischen dem germanischen und dem romanischen Sprachraum. Ab 300 verbreitete sich – unter römischem und iroschottischem Einfluss – das Christentum.

#### Frankenreich

Gallien im Jahr 481, im Norden das Frankenreich

Die fränkische Landnahme, die an Ortsnamen auf -ingen, -ier und -heim erkennbar ist, begann um 450. Für weitere Rodungen und Ortsgründungen zwischen 600 und 800 sind Endungen auf -weiler, -hausen, -dorf, -bach, -berg oder -born typisch. Der Einfluss der Franken wuchs weiter, als diese 534 die ebenfalls germanischen Burgunden im Süden unterwarfen.

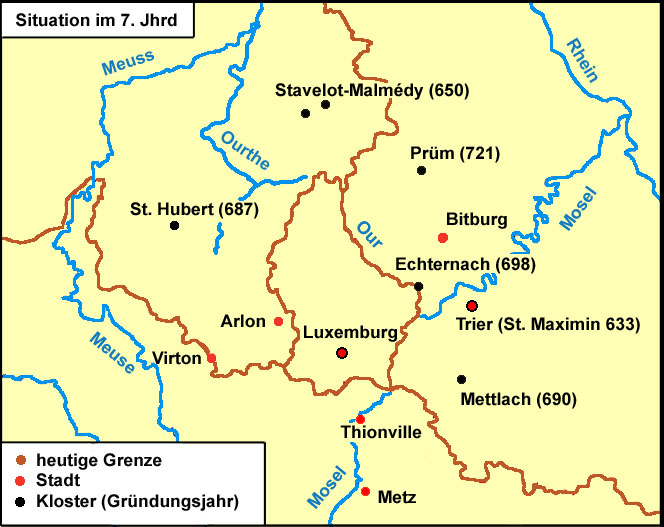
Besiedlung im 7. Jahrhundert im Gebiet des heutigen Staates Luxemburg und Umgebung.

Um 648 schenkte der fränkische König Sigibert III. Mönchen aus Aquitanien ein Waldgebiet der Ardennen als Basis für die Abteigründungen Malmedy und Stavelot (Stablo) an der Grenze zwischen romanischem und germanischem Sprachgebiet. Sie wurden den Bistümern Lüttich (Stablo) bzw. Köln (Malmedy) unterstellt (siehe zur weiteren Geschichte unten).
Im 8. Jahrhundert entstanden zahlreiche Siedlungen um die fränkischen Königshöfe Amel, Büllingen (erste urkundliche Erwähnung 850), Manderfeld (Ersterwähnung: 854), Neundorf (Ersterwähnung: 888), Thommen (Ersterwähnung: 816) und Walhorn (gegründet: 859), die zu Zentren im Bannkreis Aachens, der Karolinger-Hauptstadt, wurden. Deren Reich zerfiel um 900 – ein Vorgang, der von Plünderungen durch Normannen (881–891) und Ungarn beschleunigt wurde.
Bei der Teilung des bis dahin stark expandierten Frankenreiches gehörte das hier interessierende Gebiet zunächst zum Mittelreich Lotharingen, fiel dann aber durch die Verträge von Meersen und Ribemont an das ostfränkische Reich, aus dem sich später das Heilige Römische Reich entwickelte.

### Von der Anfangszeit des Heiligen Römischen Reiches (ab 10. Jh.) bis zum Wiener Kongress (1815)

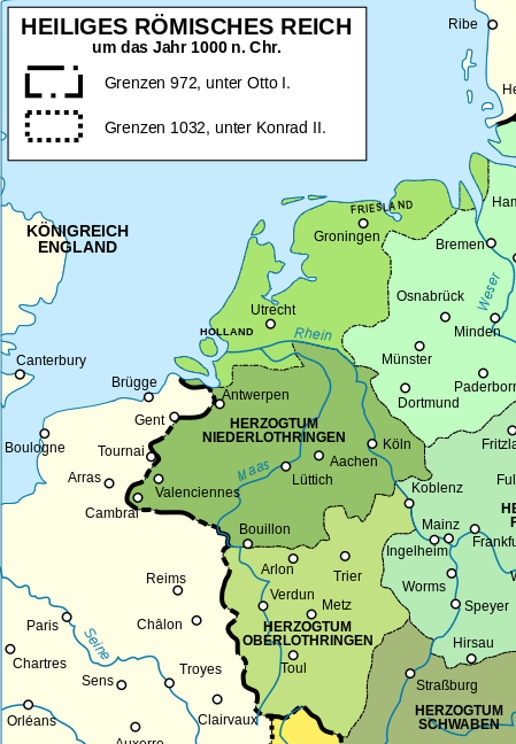
Nieder- und Oberlothringen um 1000

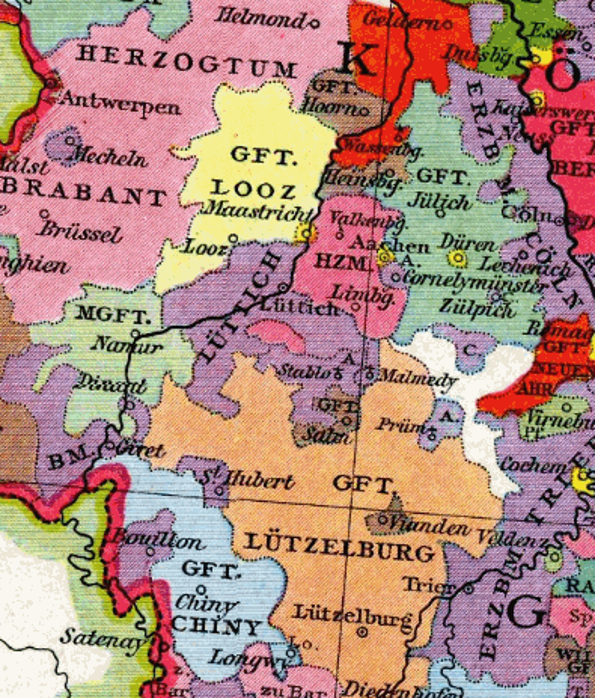
Die Karte zeigt, um 1250, das Limburg (rosa), das Hochstift Lüttich und Reichsabtei Stablo-Malmedy in lila und die Grafschaft Luxemburg in orange.

Als sich aus dem Ostfrankenreich das Heilige Römische Reich entwickelte, zählte zu dessen Territorien auch das hier behandelte Gebiet, und zwar als Teil des Herzogtums Niederlothringen. Niederlothringen erstreckte sich überwiegend auf heute belgisches und südniederländisches Gebiet bis hin zum Niederrhein und nördlichen Mittelrhein (siehe Karte links). Zunächst nicht zu Niederlothringen zählten die Grafschaft Luxemburg, das Moselland von Trier bis Koblenz und die Südeifel um Prüm (zu Letzterem siehe Abtei Prüm). Später, wahrscheinlich im 12. Jahrhundert, wurden diese Gebiete von Ober- an Niederlothringen übertragen. Danach zerfiel das Herzogtum Niederlothringen in mehrere Herzogtümer, darunter das Herzogtum Brabant mit dem hier interessierenden Gebiet (siehe unten).

#### Die Herrschaft Luxemburgs, Triers und Limburgs sowie der Aufstieg Brabants ab 1288
Parallel zur gerade beschriebenen Entwicklung bildeten sich
- in etwa in der nördlichen Mitte des Herzogtums Niederlothringen ab 1020 die Grafschaft Limburg (siehe Karte rechts), die schließlich selbst zum Herzogtum aufstieg, wozu im äußersten Südosten Eupen gehörte;
- westlich von Limburg – aber mit größerer Nord-Süd-Ausdehnung und später entstanden (14. Jahrhundert) – das Hochstift Lüttich, an dessen östlicher Grenze das Kloster Malmedy lag, das ab einem bestimmten Zeitpunkt – zusammen mit dem Kloster Stablo – als Reichsabtei Stablo-Malmedy selbständig in Erscheinung trat.[Anm. 7][Anm. 8];
- die – zunächst Burg, dann Grafschaft, dann Herzogtum – Luxemburg (ab 963/1083).

Die in der Region allmählich zunehmende Bevölkerung rodete und baute neue Dörfer; die Ortschaft Sankt Vith wurde erstmals 1130 erwähnt. Auch Krewinkel, Mackenbach, Neundorf, Ouren und Weweler wuchsen.

#### Reichsabtei Stablo-Malmedy als Teil des Niederländisch-Westfälischen Reichskreises ab 1500

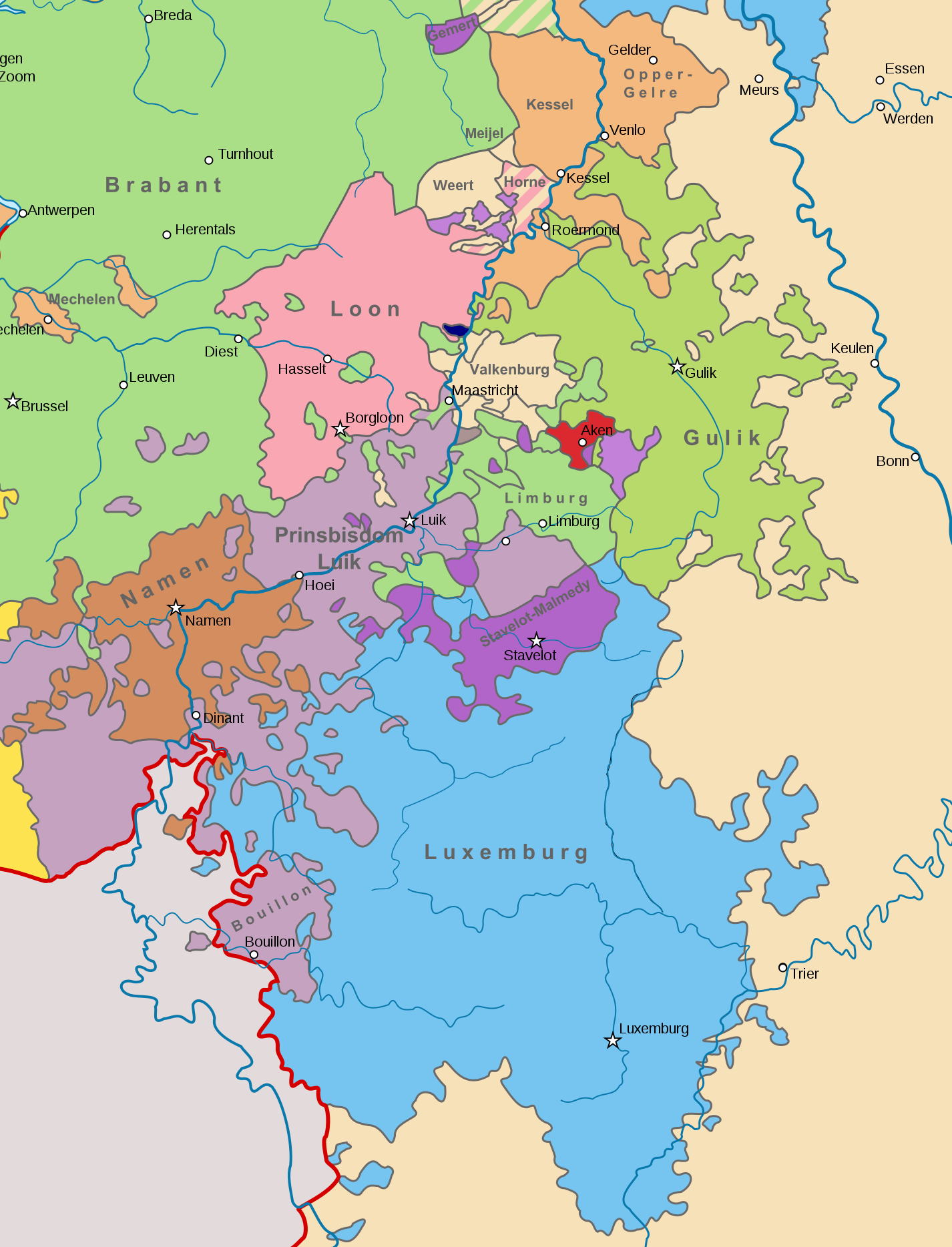
Luxemburg um 1350: Die Karte ist auf Niederländische beschriftet: „Aken“ = „Aachen“; „Keulen“ = „Köln“.
Der Fluss, der durch die Stadt Luxemburg fließt, ist die Alzette, dessen östliche Verlängerung die Sauer, deren von Nord kommender Zufluss die Our.
Die Gebiete südlich von Aachen gehörten damals – mit Ausnahme von Malmedy – zu Limburg bzw. Luxemburg.

Die Reichskreise um 1560: der Niederrheinisch-Westfälische Kreis in braun, der Burgundische Kreis in beige.

Die Vereinigung Malmedys und Stablos (zu einer Reichsabtei) sollte bis in die Neuzeit Bestand haben. Anno 1500 wurde das Gebiet dem Niederländisch-Westfälischen Reichskreis (später überwiegend Niederrheinisch-Westfälischer Reichskreis, schließlich nur noch Westfälischer Reichskreis genannt) zugeschlagen – das heißt: einem der zehn Reichskreise, in die der römisch-deutsche König und spätere Kaiser Maximilian I. das Heilige Römische Reich einteilte (siehe nebenstehende Karten). Nominell waren die Gebiete somit mit solchen Nordwestdeutschlands vereint.

#### Limburg und Luxemburg als Teile des Burgundischen Reichskreises
Allein wegen der Zugehörigkeit von Malmedy zum Niederrheinisch-Westfälischen Reichskreis darf allerdings der Einfluss des in der Regel in Wien residierenden Kaisers auf die Region nicht überschätzt werden. So wurden die zu Limburg bzw. Luxemburg gehörenden Gebiete – und damit große Teile des heutigen Ostbelgiens – de facto von Brabant aus regiert, das als Teil des Burgundischen Reichskreises westlich an den niederländisch-westfälischen Kreis grenzte und stark vom nahen Frankreich und dessen Kultur geprägt war. Die gesellschaftlich führenden Gruppen dieser Gebiete waren großenteils dem Reich entfremdet; daher kam es 1548 auf dem Reichstag zu Augsburg zum Burgundischen Vertrag, wonach der Kreis der Oberherrschaft des Reichs weitgehend (etwa in Justizsachen) entzogen wurde, das Reich sich aber zu fortwährendem „Schutz und Schirm“ desselben verpflichtete, während der Burgundische Kreis im Gegenzug an Reichsumlagen so viel wie zwei und zu den Türkenkriegen so viel wie drei Kurfürsten zahlen sollte. Außerdem wurden weitere Gebiete, die bis dato dem Niederrheinisch-Westfälischen Reichskreis zugeordnet und inzwischen an die Habsburger gelangt waren, dem Kreis als Teil des Herzogtums Burgund angegliedert.
Französisch war die Sprache des brabantischen Hofes in Brüssel und der höheren Verwaltungsinstanzen Brabants, ein Umstand, der nachhaltig und auf Dauer Kultur und Mentalität des südniederländischen Raumes prägen sollte.
Der Burgundische Kreis beteiligte sich nicht am – 1687 gebildeten – anti-französischen Bündnis der sogenannten Vorderen Reichskreise.

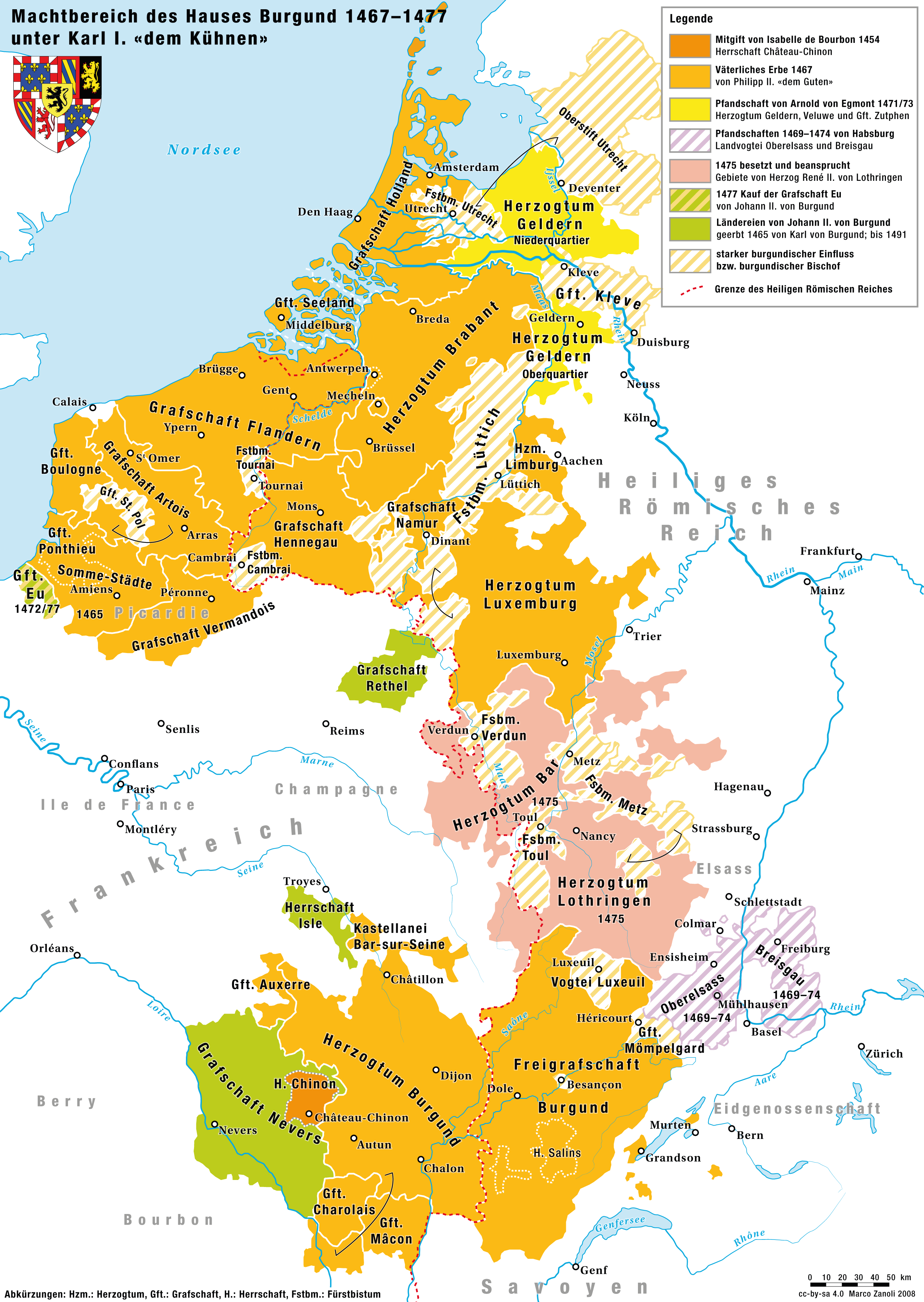
Herrschaftsgebiet Karls I. des Kühnen 1465/67–1477

#### Weitere Gebiete
Kleinere Gebiete des heutigen Ostbelgiens gehörten:
- zur Grafschaft Schleiden (der Ort Mürringen), deren Lehensherren aber wiederum die Grafen von Luxemburg waren (siehe Karte rechts), als Teil des Niederrheinisch-Westfälischen Reichskreis
- zum Erzbistum Trier und damit zum Kurrheinischen Reichskreis (das Gebiet um Manderfeld und Schönberg; ein Gebiet von rund 10 Kilometern Länge an der heutigen belgisch-deutschen Grenze)[4] (siehe Karte links)[5]
- respektive zum Herzogtum Jülich und damit zum Niederrheinisch-Westfälischen Reichskreis (Gebiete im Hohen Venn).

#### Der Übergang von Limburg und Luxemburg an die habsburgisch-spanische Linie

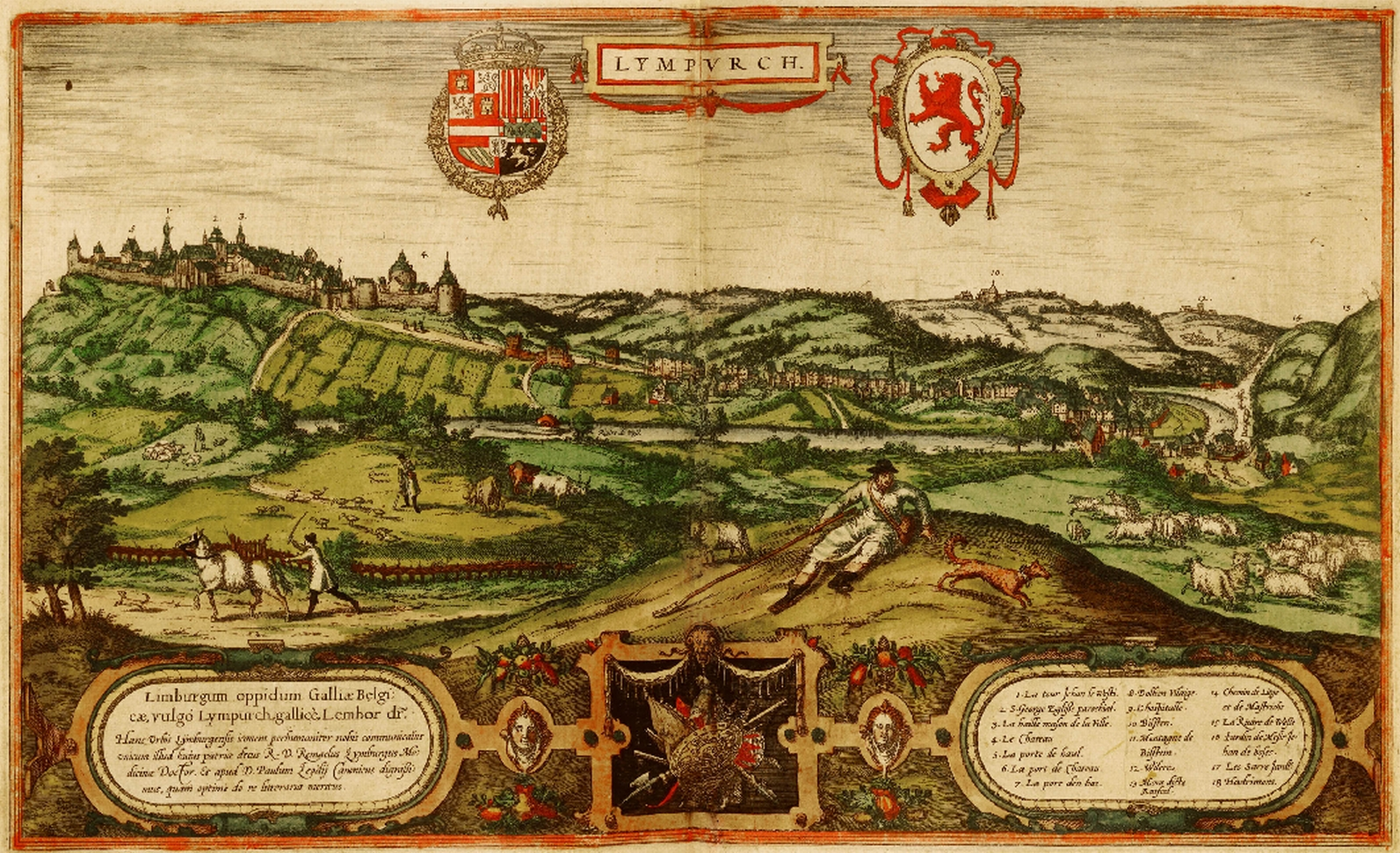
Limburg in Civitatis Orbis Terrarum (1575)

Brabant, Limburg und Luxemburg waren hingegen bereits 1430 an Philipp den Guten von Burgund und durch die Vermählung Marias von Burgund mit Erzherzog Maximilian von Österreich 1477 an die Habsburger gefallen (zusammen mit den übrigen niederländischen Provinzen). Nach der Abdankung von Maximilians Enkel Karl V. im Jahr 1556 gingen alle niederländischen Provinzen an die habsburgisch-spanische Linie, was sie mentalitätsgeschichtlich und letztlich auch politisch endgültig von den übrigen Teilen des römisch-deutschen Reiches entfernte und ihre spätere Eigenständigkeit vorbereitete.
Nach dem Abfall der protestantischen nördlichen Niederlande (unabhängige Republik ab 1581, bestätigt im Westfälischen Frieden 1648, heute Königreich der Niederlande) blieben die überwiegend katholischen südlichen Niederlande, aus denen sich später das Königreich Belgien entwickelte, zunächst unter Habsburgischer Herrschaft (Spanische Niederlande). 1706–1714 wurden im Spanischen Erbfolgekrieg weite Gebiete der Spanischen Niederlande von Truppen Englands und der niederländischen Republik besetzt.

#### Das heutige Ostbelgien als Teil der Österreichischen Niederlande ab 1713/14

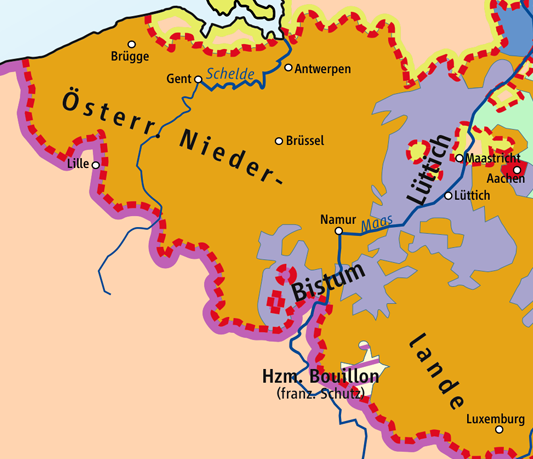
Die Österreichischen Niederlande (in Orange) haben bereits 1789 fast die Umrisse des künftigen Königreiches Belgien. Luxemburg gehört noch ganz dazu. Das Hochstift Lüttich liegt wie ein Keil zwischen Brabant und Ostbelgien-Luxemburg.

1789: Ostbelgien gehört überwiegend zu den Herzogtümern Limburg und Luxemburg, die selbst Teilstaaten der Österreichischen Niederlande sind.

Die Friedensschlüsse von Utrecht und Rastatt (1713/14) etablierten schließlich die österreichische Linie des Hauses Habsburg als Herrscherdynastie im Süden der Niederlande.
Die nunmehr Österreichischen Niederlande können als nahezu selbstständiges Staatsgebilde betrachtet werden, das durch Personalunion mit Österreich verbunden war und von einem habsburgischen Regenten in Brüssel regiert wurde. Weiterhin waren die französische Kultur und Sprache tonangebend, auch wenn in der Korrespondenz der mittleren und niederen Verwaltung der im Osten gelegenen Gebiete (Ostbelgien, Luxemburg) seit altersher auch das Deutsche verwendet wurde. Als die zentralistischen Reformen Kaiser Josefs II. die Autonomie der südlichen Niederlande ab 1780 einschränkten, erklärten sich 1790 die Vereinigten Belgischen Staaten für unabhängig, wurden aber zurückerobert und 1794 vorübergehend von Frankreich besetzt (siehe Frieden von Campo Formio 1797). 1814 wurde das Land im Laufe der Napoleonischen Kriege von der anti-napoleonischen Koalition erobert.

### Vom Wiener Kongress (1815) bis zum Ende des II. Weltkriegs (1945)

#### Ältere brandenburgisch-preußische Besitzungen am Niederrhein
Erste brandenburgisch-preußische Erwerbungen im Westen des Heiligen Römischen Reiches sind zu Beginn des 17. Jahrhunderts zu verzeichnen. Soweit sie linksrheinisch waren, betrafen sie zunächst den Norden des Rheinlands (Kleve); das Hauptgebiet Preußens lag weiterhin im Zentrum und Osten des Reiches und war noch überwiegend ost-elbisch. Bis zum Vorabend des Wiener Kongresses kam im Westen im Wesentlichen noch Geldern zum preußischen Territorium hinzu.

#### Die preußisch-deutsche Herrschaft (1815 bis 1919)

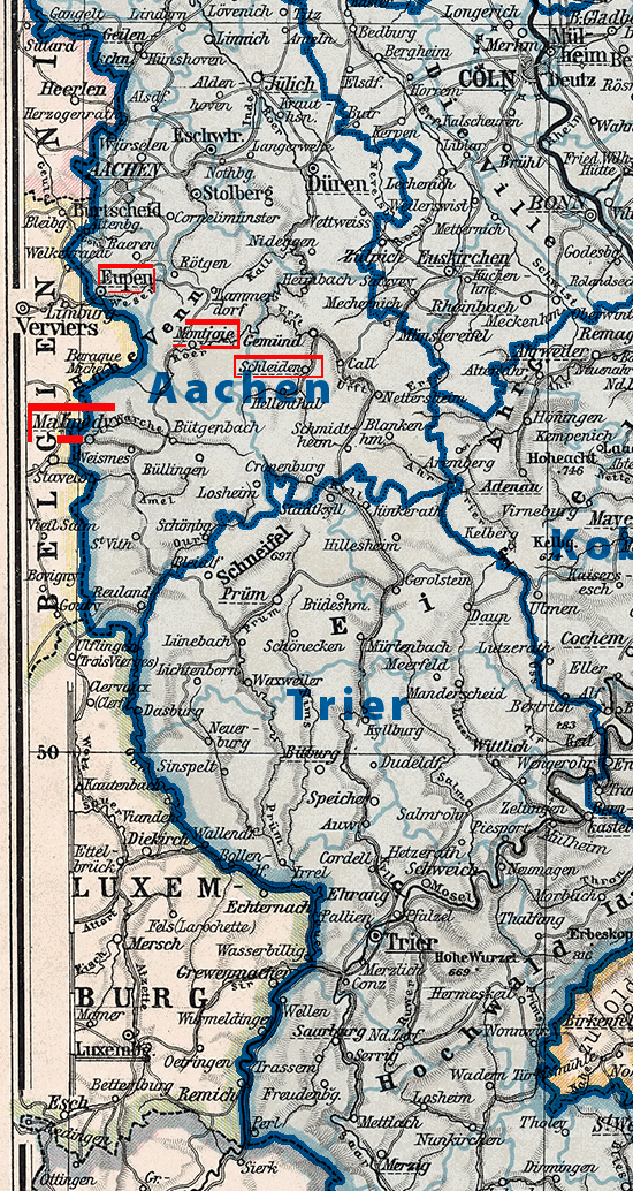
Im Jahr 1905. Die namensgebenden Hauptorte der Landkreise südlich von Aachen sind rot markiert: Eupen, Malmedy, Montjoie (Monschau) und Schleiden.

Mit Ausnahme von Neutral-Moresnet wurden die ostbelgischen Territorien aufgrund der Beschlüsse des Wiener Kongresses 1815 preußisches Staatsgebiet und gehörten damit auch
- von 1815 bis 1866 zum Deutschen Bund, einem Staatenbund, auf den sich die „souveränen Fürsten und freien Städte Deutschlands“ unter Einschluss des Kaisers von Österreich und der Könige Preußens, Dänemarks (hinsichtlich Holsteins) und der Niederlande (hinsichtlich Luxemburgs) einigten. Dieser wies zwar bundesstaatliche Züge auf, da er rechtliche Bestimmungen ausbildete, die für alle Gliedstaaten galten, doch besaß er keine Staatsgewalt; diese lag weiterhin bei den Gliedstaaten. Der Bund hatte insbesondere die Aufgabe, die innere und äußere Sicherheit der Gliedstaaten zu gewährleisten; damit war der Bundeszweck deutlich begrenzter als der des 1806 aufgelösten Heiligen Römischen Reiches.
- von 1866 bis 1871 zum Norddeutschen Bund, der nach der Auflösung des Deutschen Bundes infolge des Deutschen Krieges vom Sommer 1866 von Preußen und seinen Verbündeten ohne Beteiligung des unterlegenen Österreichs und der süddeutschen Länder gegründet wurde.[Anm. 10]
- schließlich zum Deutschen Kaiserreich ab 1871, dem nun auch die süddeutschen Länder, nicht jedoch Österreich angehörten und in dem wie schon im Norddeutschen Bund Preußen als größter Gliedstaat eine dominierende Stellung einnahm.

Demgegenüber bildeten die anderen Territorien der südlichen und nördlichen Niederlande das Königreich der Vereinigten Niederlande, das 1830 in das Königreich Belgien und das Königreich der Niederlande zerfiel.
Die Herauslösung der ostbelgischen Gebiete aus dem brabantisch-südniederländischen Kulturkreis bedeutete eine wesentliche Zäsur und Neuausrichtung in der Geschichte Ostbelgiens, auch wenn das Französische als Verwaltungssprache in den wallonischsprachigen Gemeinden zunächst noch respektiert wurde. Heute noch erinnern die alten Belgisch-Preußischen Grenzsteine an den ehemaligen Verlauf der Grenze.
Preußen richtete in den 1815 erworbenen Gebieten südlich von Aachen fünf Landkreise ein: Malmedy und St. Vith (1821 wurden die Kreise St. Vith und Malmedy zusammengelegt), Eupen, Montjoie (später eingedeutscht: Monschau) und Kreis Gemünd; Letzterer wurde 1829 um den südöstlich gelegenen Kreis Blankenheim erweitert und in Kreis Schleiden umbenannt. Die fünf Landkreise gehörten zum Regierungsbezirk Aachen, der seinerseits zur neugebildeten preußischen Provinz Niederrhein (später aufgegangen in der Rheinprovinz) gehörte. Die namensgebenden Städte Malmedy/Sankt Vith, Eupen, Montjoie (Monschau) und Gemünd bzw. Schleiden waren Sitz der jeweiligen Kreisverwaltung.
- Für die ältere Geschichte der Gebiete der Kreise Malmedy/Sankt Vith und Eupen gilt das weiter oben Ausgeführte.
- Schleiden hatte als Teil der Grafschaft Schleiden bis 1794/95 zum Herzogtum Luxemburg gehört und war danach auf französische Intervention hin vorübergehend  zum Département Ourthe (Hauptort Lüttich) (siehe Schleiden#Luxemburg sowie obige Karte zu Schleiden) gekommen. Das etwas weiter östlich gelegene Gemünd, heute ein Ortsteil von Schleiden, hatte dagegen (auf der einen Uferseite der Urft als Teil der Grafschaft von Harff zu Dreiborn und auf der anderen Uferseite als Teil des Amts Heimbach) zum Herzogtum Jülich gehört (siehe Gemünd (Schleiden)#Jülich).
- Die Burg im heutigen Monschau war vermutlich zu Beginn des 13. Jahrhunderts von den Herzögen von Limburg errichtet worden; die Stadt war später ebenfalls an Jülich gefallen (siehe Monschau#Limburg).

In einer Statistik von 1820 sind folgende Angaben für die fraglichen fünf Landkreise enthalten:
| Kreis                         | Fläche in Quadratmeilen | Öffentliche und private Gebäude | Einwohner gesamt | davon Katholiken | Protestanten | Juden |
| ----------------------------- | ----------------------- | ------------------------------- | ---------------- | ---------------- | ------------ | ----- |
| Kreis Eupen                   | 3,38                    | 2.791                           | 17.292           | 16.950           | 342          | –     |
| Kreis Gemünd                  | 15,03                   | 8.143                           | 29.424           | 27.939           | 1.345        | 140   |
| Kreis Malmedy                 | 14,89                   | 2.672                           | 13.158           | 13.155           | 3            | –     |
| Kreis Montjoie                | 6,79                    | 2.957                           | 17.312           | 16.147           | 1.165        | –     |
| Kreis St. Vith                | –                       | 2.446                           | 10.282           | 10.261           | 21           | –     |
| Regierungsbezirk Aachen insg. | 73,93                   | 67.139                          | 312.566          | 301.809          | 9.098        | 1.659 |

Weckte der Anschluss an Preußen 1815 zunächst keinen Widerstand, so sorgte die nach der Reichseinigung (1871) einsetzende Germanisierungspolitik für Unruhe. Die französischsprachigen Bevölkerungsteile waren zur Assimilation nicht bereit. Nach den Ergebnissen der Volkszählung vom 1. Dezember 1900 wies der Kreis Malmedy mit 28,7 % Wallonischsprechern eine nennenswerte Minderheit von Einwohnern auf, die eine andere Muttersprache als Deutsch sprachen. Der Anteil der Nicht-Deutschsprachigen im Kreis Eupen betrug hingegen kaum 5 %.

#### „Le petite farce belge“ (1920) und Angliederung an Belgien (1925)
Nach dem Ersten Weltkrieg wurde im Friedensvertrag von Versailles (1919) die Grenze zwischen Belgien und Deutschland neu gezogen. Gemäß dem Versailler Vertrag wurden sämtliche Gemeinden des Grenzstreifens von Eupen-Malmedy vom deutschen Reichsgebiet getrennt und provisorisch Belgien unterstellt. Die in den beiden Gebieten lebenden Deutschen ab 21 Jahre und ohne Zweitwohnsitz in Deutschland hatten vom 23. Januar bis 23. Juli 1920 das Recht, sich durch Listeneintragung binnen sechs Monaten gegen die geplante Angliederung auszusprechen. Das Ergebnis war dem Völkerbund zur Kenntnis zu bringen, der im Falle einer überwiegenden Ablehnung der Bevölkerung die Frage der Angliederung noch einmal prüfen könnte. Die Bürger hatten lediglich die Möglichkeit, gegen die Angliederung an Belgien zu votieren, indem sie sich in je eine ausliegende öffentliche Liste in Malmedy oder Eupen eintrugen. Die Eintragung war nur zu beschränkten Öffnungszeiten möglich und wurde vielen Eintragewilligen unter fadenscheinigen Vorwänden und Androhung von Repressalien erschwert oder ganz unmöglich gemacht. Da die ersten Personen, die dieses Recht wahrnahmen, großem Druck ausgesetzt wurden (Ausweisung, Ausschluss vom Geldumtausch und der Verteilung von Lebensmittelkarten, Entlassung aus dem Staatsdienst u. a.), entschlossen sich nur 271 der 33.726 Stimmberechtigten (209 in Eupen und 62 in Malmedy), ihre ablehnende Haltung gegenüber Belgien aktenkundig zu machen.
Dieses historisch einmalige Vorgehen ging als petite farce belge ‚kleine belgische Posse‘ in die Geschichte Belgiens ein und geriet auf Jahrzehnte zum Streitpunkt zwischen der belgischen Obrigkeit und Teilen der lokalen Bevölkerung sowie zwischen Belgien und dem Deutschen Reich. Ein großer Teil der Bevölkerung scheint die Befragung als Unrecht angesehen zu haben, da sie weder frei noch geheim noch unabhängig war. Mehrfache Proteste der Reichsregierung gegen das Vorgehen und auch die Forderung nach einem Plebiszit oder zumindest einer Wiederholung unter fairen Bedingungen durch den Völkerbund blieben ungehört.
Nach einer fünfjährigen Übergangszeit unter der Regierung des königlichen Hochkommissars General Herman Baltia wurde das Gebiet um Eupen, Malmedy, St. Vith und Neutral-Moresnet (Kelmis) am 6. März 1925 in den belgischen Staatsverband eingegliedert. Von 1918 bis 1925 unterlagen die ostbelgischen Medien der Zensur. Die Stadt Eupen erhielt mit Hugo Zimmermann einen von der belgischen Regierung eingesetzten „Zwangsbürgermeister“. Viele empfanden dies als Annexion.
Ein Kuriosum ist die Trasse der Eisenbahnlinie Aachen–Luxemburg, die Vennbahn, die heute weitgehend stillgelegt ist und als Vennbahnradweg genutzt wird. Durch die neue Grenzziehung hätte sie etliche Male die Staatsgrenze gekreuzt. Stattdessen wurde das Bahngelände zu belgischem Hoheitsgebiet erklärt, dies gilt bis heute.

#### Bemühungen der deutschen Regierung um Rückgabe der Gebiete
Seit 1925 verhandelten die deutsche und die belgische Regierung über eine Rückgabe des Gebietes gegen eine Ausgleichszahlung. Es wurden konkrete Pläne entwickelt, das Gebiet für 200 Millionen Goldmark von Belgien zurückzukaufen. Dies scheiterte am politischen Widerstand und Druck Frankreichs auf Belgien.

#### Die Situation der katholischen Kirche
Aus kirchlicher Sicht war die Situation in „Neubelgien“ nicht einfach, da sich ein Großteil des lokalen Klerus weiterhin dem Erzbistum Köln verbunden fühlte. Als die Situation eskalierte, rief der Primas von Belgien Kardinal Mercier Papst Benedikt XV. um Hilfe an. Dieser schuf durch die päpstliche Bulle Ecclesiae Universae vom 30. Juli 1920 das Bistum Eupen-Malmedy. Titularbischof wurde der Bischof von Lüttich, Monsignore Rutten, der am 13. Oktober feierlich eingesetzt wurde und die Pfarrkirche von Malmedy zur Kathedrale erhob. Eine erneute päpstliche Bulle vom 15. April 1925 hob diesen Zustand auf, und das Gebiet wurde dem Bistum Lüttich einverleibt.

#### „Heimattreue“ (prodeutsche) Belgier und deutsche Subversion
Schon ab 1919 entstanden prodeutsche politische Organisationen wie der Landwirtschaftliche Verband Eupen-Malmedy (1919), der Heimatbund Eupen-Malmedy-St. Vith (1926) und die Christliche Volkspartei (1928/29).
Nach der Ernennung von Adolf Hitler zum deutschen Reichskanzler bildete sich in Eupen um den reichsdeutschen Arzt Paul Dohmen ein lose gefügter Kreis von überzeugten Nationalsozialisten, der nach einem Jahr 150 Mitglieder vermeldete und bis März 1939 auf 1.737 Mitglieder anwuchs:

„Aus Gründen der Konspiration nannte man sich ‚Verein für Natur und Heimatkunde‘, dies um den belgischen Behörden keinen Grund zum Einschreiten zu geben. An der Spitze des Vereins stand einer der glühendsten Vertreter nationalsozialistischer Ideen in Eupen, der Gärtner Josef Kerres. Der Verein wurde schließlich nach Ankauf eines Segelflugzeuges in ‚Segelfliegerverein‘ umbenannt. Ähnliche Organisationen wurden als Ableger in Malmedy und St. Vith unter den Firmen ‚Saalschutz‘ und ‚Bogenschützengesellschaft‘ gegründet.“

Aber schon vor 1933 wurde von Deutschland aus sogenannte „Volkstumspolitik“ betrieben. So hatte Franz Thedieck, nach dem Zweiten Weltkrieg Staatssekretär im bundesdeutschen Ministerium für „gesamtdeutsche Fragen“, schon bevor er „1931 als ‚Beauftragter der preussischen Regierung für Eupen-Malmedy’ eingesetzt worden war, […] für die ‚preussische [geheimdienstliche] Abwehrstelle gegen den Separatismus im Rheinland’, zu deren Betreuungsgebiet auch Eupen-Malmedy gehörte, gearbeitet.“

#### Der deutsche Angriff auf Belgien 1940 und seine Folgen

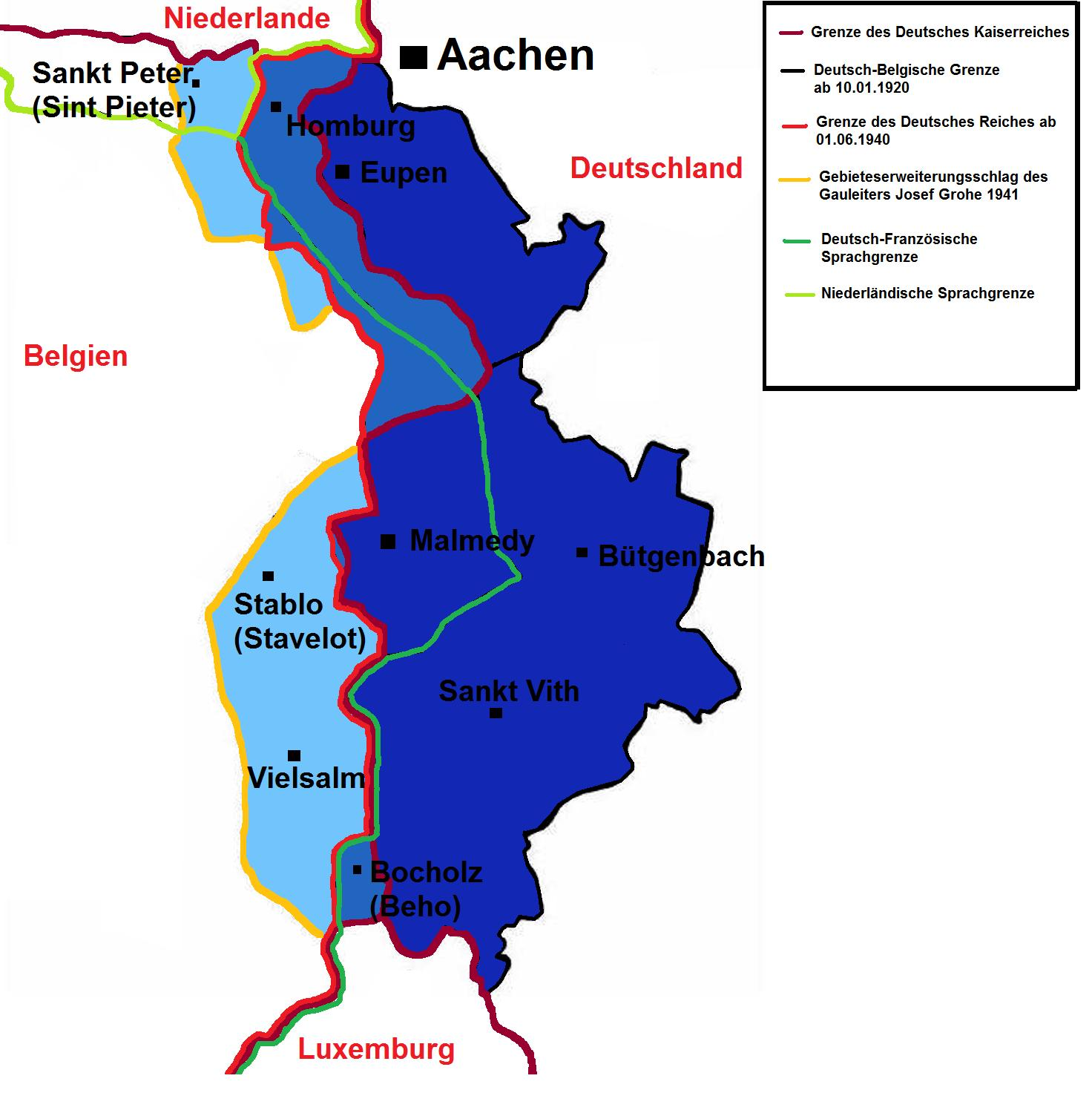
Sprachengrenzen und politische Grenzen in Ostbelgien in der ersten Hälfte des 20. Jahrhunderts

Im Zweiten Weltkrieg, der am 1. September 1939 mit dem deutschen Überfall auf Polen begann, wurde das Gebiet Eupen-Malmedy nach der Eroberung Belgiens durch die deutsche Wehrmacht am 18. Mai 1940 in das Deutsche Reich eingegliedert. Am 1. Juni 1940 annektierte das Deutsche Reich weitere überwiegend deutschsprachige Gemeinden „Altbelgiens“, die vor 1920 nicht zum Deutschen Reich gehört hatten:
- Landkreis Eupen: die „Plattdeutschen Gemeinden“ (Baelen, Membach, Gemmenich, Heinrichskapelle, Homburg, Montzen, Sippenaeken, Alt Moresnet und Welkenrath), Altenberg sowie einige kleinere Gebietsteile anderer Gemeinden.
- Landkreis Malmedy: die Gemeinden Bochholz mit Deiffelt, Urth und Wattermal sowie den Weiler Kretelz aus der Gemeinde Gomels, dazu einige kleinere Gebietsteile anderer Gemeinden.

Weitergehende Annexionspläne des Gauleiters Josef Grohé, die eine größere Einbeziehung nicht deutschsprachiger Gebiete vorsahen, unter anderem um Vielsalm und Stavelot, setzten sich nicht durch.
Über 8000 Ostbelgier dienten freiwillig, aber auch zwangsweise ab Herbst 1941 in der deutschen Wehrmacht, u. a. an der Ostfront. Die starken Verluste führten zur Verbitterung vieler Ostbelgier. Noch bis in die Gegenwart erhalten ehemalige Soldaten eine Rente aus Deutschland. Belgien fordert ein Ende deutscher Zahlungen an NS-Kollaborateure. Im Dezember 1944 wurden im Zuge der Ardennen-Offensive erst Malmedy, dann Sankt Vith durch Bombenangriffe der Westalliierten schwer getroffen; des Weiteren wurden während der deutschen Offensive im Winter 1944/45 viele Ortschaften verwüstet.
Nach der Niederlage Deutschlands 1945 übergaben die Besatzungsmächte Eupen-Malmedy an Belgien.

### Die Zeit seit dem Zweiten Weltkrieg

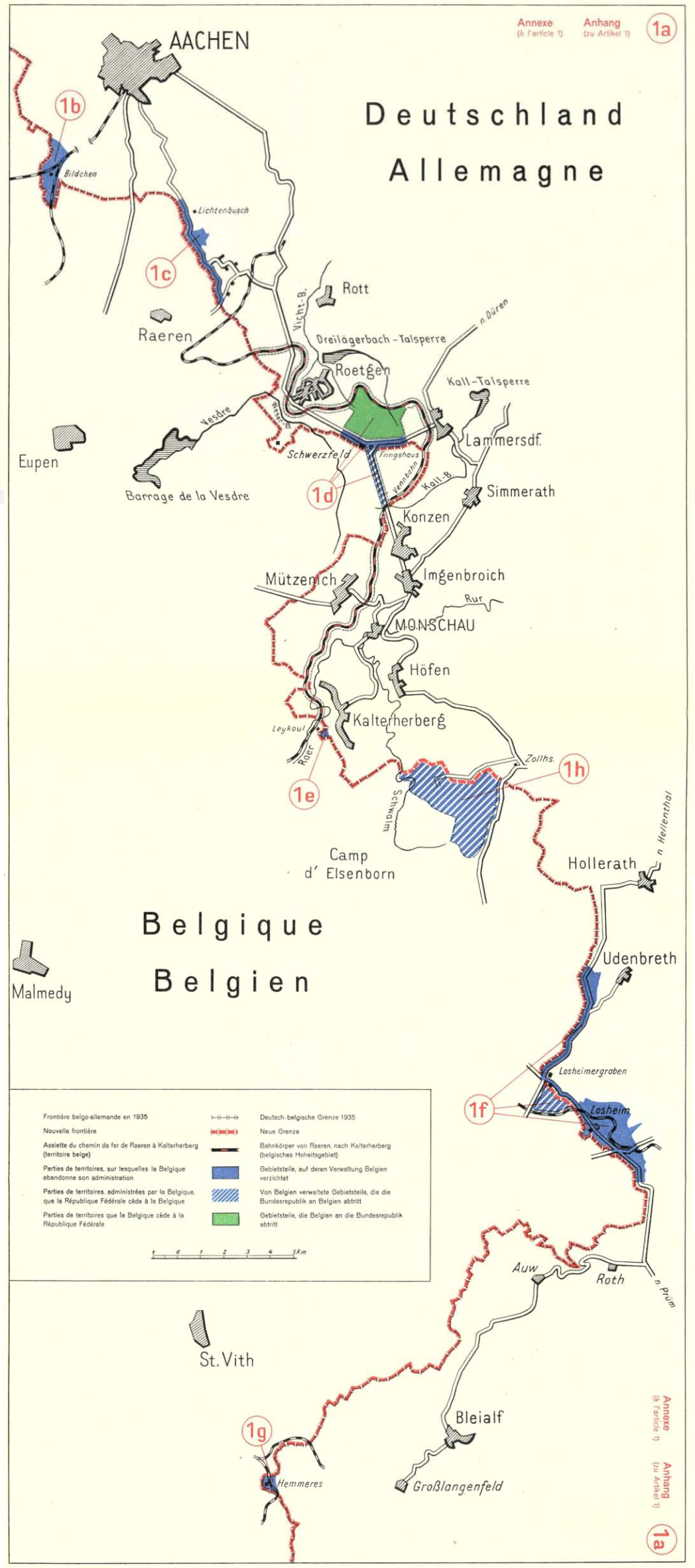
Ergebnisse des belgisch-deutschen Grenzvertrages von 1956: Die Wiederherstellung der Grenze von 1920 wird von der Bundesrepublik Deutschland anerkannt; Gebiet nördlich von Fringshaus wird gegen den Wahlerscheider Wald getauscht; fünf kleine Ortschaften, die Belgien am Ende des Zweiten Weltkriegs über die Wiederherstellung der Grenze von 1920 hinaus besetzt hatte, werden geräumt.

Nach belgischen Annexionsversuchen im Jahre 1949 fielen weitere Gebiete Deutschlands vorübergehend an Belgien. Auf der Potsdamer Konferenz wurde beschlossen, Deutschland als völkerrechtliches Subjekt in den Grenzen von 1937 zu behandeln, was bedeutete, dass die im Krieg okkupierten Kreise Eupen und Malmedy wieder an Belgien gingen.
Letztmals wurden die Grenzen im deutsch-belgischen Grenzvertrag von 1956 korrigiert. Am 24. September 1956 wurde der deutsch-belgische Grenzvertrag über eine Berichtigung und die Unverletzlichkeit der bestehenden Grenze unterschrieben. Die Korrektur der Grenze folgte am 28. August 1958 (BGBl. II S. 262). Ausgenommen von der Rückgabe blieben der Ort Losheimergraben und der westliche Teil der Ortschaft Leykaul sowie einige Forstgebiete. Damit wurde auch die Zugehörigkeit des Gebietes um Eupen-Malmedy-Sankt Vith zu Belgien anerkannt.
Nach Jahren der Säuberungspolitik, die alle belgischen Wehrmachtssoldaten einer strengen Überprüfung und zuweilen auch willkürlichen Strafen unterwarfen sowie der Bevölkerung eine massive Behinderung im Alltag bescherte (Verdacht der aktiven Kollaboration mit dem deutschen Besatzer im Weltkrieg; restriktive Vergabe von Passierscheinen für den Grenzübertritt nach Deutschland; Versuch einer staatlich verordneten Assimilation an die französische Kultur) wurde im Zuge der durch den wallonisch-flämischen Konflikt beförderten Regionalisierung Belgiens im Sprachengesetz von 1963 erstmals seit 1945 wieder offiziell ein deutsches Sprachgebiet anerkannt.
1973 wurde der Rat der deutschen Kulturgemeinschaft (RdK) eingesetzt, der seine Befugnisse und Finanzmittel in den folgenden Jahren ausbauen konnte. Heute verfügen die deutschsprachigen Belgier mittels der Befugnisse der Deutschsprachigen Gemeinschaft (DG) mit einem eigenen Parlament und eigener Regierung über eine ausgedehnte Autonomie. Nicht eingeschlossen in dieses Gebiet sind die angrenzenden, teilweise deutschsprachigen Gemeinden Altbelgiens. Die Gebiete von Malmedy und Weismes, in denen seit altersher mehrheitlich Französisch bzw. wallonische Mundarten gesprochen werden, gehören hingegen zur Französischen Gemeinschaft Belgiens. In allen elf Gemeinden Ostbelgiens genießt die jeweilige sprachliche Minderheit Erleichterungen in Form von Sonderrechten; sie gehören zu den Fazilitäten-Gemeinden.
Seit der Entspannung zwischen der Bundesrepublik Deutschland und Belgien, die nicht zuletzt durch die Gründung der EG 1957 sowie dem späteren Schengener Abkommen und auch durch die Einführung des Euro gefördert wurde, verstehen sich die deutschsprachigen Ostbelgier zunehmend als Bindeglied zwischen einem Staatsgrenzen übergreifenden deutschen und französischen Sprach- und Kulturraum. Auch die Erinnerung an die historischen – wenngleich nicht konfliktfreien – Beziehungen zu Österreich, Spanien und den Niederlanden mag bei diesem neuen Selbstverständnis eine gewisse Rolle spielen. Hauptsächlich engagiert sich die ostbelgische Politik neben lokalen und national-belgischen Belangen in der Entwicklung des Dreiländerecks, der Euregio Maas-Rhein rund um die regionalen Zentren Maastricht (NL), Lüttich (BE) und Aachen (DE).

## Dialekte
Die in Eupen und nördlich davon gesprochenen Mundarten sind niederfränkisch; siehe dazu auch Rhein-Maasländisch. Die Mundarten östlich und südlich von Eupen sind mittelfränkisch. In Malmedy und Weismes wird traditionell eine wallonische Mundart mit zahlreichen deutschen Lehnwörtern gesprochen.

### Allgemeines
- Selm Wenselaers: De laatste Belgen. DG. Een geschiedenis van de Oostkantons. Antwerpen 2008, OCLC 643593565 (niederländisch).
- Johannes Kramer: Zweisprachigkeit in den Benelux-Ländern. Hamburg 1984, DNB 840461852.

### 19. Jahrhundert
- Sebastian Scharte: Preußisch – deutsch – belgisch. Nationale Erfahrung und Identität. Leben an der deutsch-belgischen Grenze im 19. Jahrhundert. Waxmann, Münster 2010, ISBN 978-3-8309-2406-7.

### (insbesondere) 1919–1945
- Hans-Dieter Arntz: Judenverfolgung und Fluchthilfe im deutsch-belgischen Grenzgebiet. Kreisgebiet Schleiden, Euskirchen, Monschau, Aachen und Eupen/Malmedy. Kümpel, Euskirchen 1990, ISBN 3-9800787-6-0.
- Luise Clemens, Andreas Fickers, Monika Röther: Vom preußischen Amtsblatt zum heimattreuen Sprachrohr. Die Malmedy-St.Vither Volkszeitung in der Presselandschaft der Zwischenkriegszeit. In: Heinz Warny (Hrsg.): Zwei Jahrhunderte deutschsprachige Zeitung in Ostbelgien. Grenz-Echo-Verlag, Eupen 2007, ISBN 978-3-86712-016-6, S. 211–238.
- Burkhard Dietz, Helmut Gabel, Ulrich Tiedau (Hrsg.): Der Griff nach dem Westen. Die „Westforschung“ der völkisch-nationalen Wissenschaften zum nordwesteuropäischen Raum 1919–1960. (= Studien zur Geschichte und Kultur Nordwesteuropas. 6). Waxmann, Münster [u. a.] 2003, ISBN 3-8309-1144-0.[23]
- Bruno Kartheuser: Die 30er Jahre in Eupen-Malmedy. Einblick in das Netzwerk der reichsdeutschen Subversion (Band 1 von: ders., Walter Schmald: SD in Tulle. Krautgarten, St. Vith 2001 (Bibliotheksbestandsnachweise im Karlsruher Virtuellen Katalog; Buchprospekt (PDF; 353 kB); Auszüge aus französischen, niederländischen und deutschsprachigen Pressestimmen und anderen Stellungnahmen zum Buch)).
- Peter M. Quadflieg: „Zwangssoldaten“ und „Ons Jongen“. Eupen-Malmedy und Luxemburg als Rekrutierungsgebiet der deutschen Wehrmacht im Zweiten Weltkrieg. (= Aachener Studien zur Wirtschafts- und Sozialgeschichte. 5). Shaker Verlag, Aachen 2008, ISBN 978-3-8322-7078-0.
- Martin R. Schärer: Deutsche Annexionspolitik im Westen. Die Wiedereingliederung Eupen-Malmedys im Zweiten Weltkrieg. (Reihe: Europäische Hochschulschriften, R. 3, Geschichte und ihre Hilfswissenschaften, Band 38), Lang: Bern / Frankfurt am Main / Las Vegas, 1. Auflage: 1975. 2., verbesserte um eine Einleitung und ein Register vermehrte Auflage: 1978.
- Der Friedensvertrag von Versailles nebst Schlußprotokoll und Rheinlandstatut sowie Mantelnote und deutsche Ausführungsbestimmungen. Mit Inhaltsübersicht und Sachverzeichnis nebst einer Übersichtskarte über die heutigen politischen Grenzen Deutschlands. Hobbing, Berlin 1925, DNB 573913587 (uni-koeln.de).
- Sarah Wambaugh: Plebiscites since the world war with a collection of official documents. Band 1. Carnegie Endowment for International Peace, Washington 1933, OCLC 257812582 (handle.net).

### Nach 1945
- Christoph Brüll u. a. (Hrsg.): Grenzerfahrungen. Eine Geschichte der Deutschsprachigen Gemeinschaft Belgiens. Band 5: Säuberung, Wiederaufbau, Autonomiedisskussionen (1944–1973). Grenz-Echo Verlag, Eupen 2013, ISBN 978-3-86712-086-9.
- Christoph Brüll (Hrsg.): Eine ostbelgische Stunde Null? Staatsarchiv, Brüssel 2013, ISBN 978-90-5746-585-7.
- Gerd Kleu: Die Neuordnung der Ostkantone Belgiens 1945–1956. Klartext, Essen 2007, ISBN 978-3-89861-417-7.
- Sabrina Kirschner:: Identitätsdiskurse im Grenzgebiet – Zeitgenössische deutschsprachige belgische Literatur am Beispiel des Bands Wer bist Du? Neue Blicke auf Ostbelgien. Düsseldorf 2024, urn:nbn:de:hbz:061-20240813-102020-2.
- Ulrike Schwieren-Höger, Jörn Sackermann: Ostbelgien und die Deutschsprachige Gemeinschaft Belgiens. Grenz-Echo-Verlag, Eupen 2006, ISBN 90-5433-214-X.

### Enzyklopädie-Artikel
- Encyclopedia Americana. International Edition. Complete in Thirty Volumens, Scholastic Publishing, Danbury CT 2005 (zit. als Ency. Am. + Band [römische Ziffer] + Erscheinungsjahr + Seite + Lemma <s. v.>).